# Digital Video
A DV (Digital Video) lett a vezető videofilm és videokamera gyártók 1995-ben indult közös erőfeszítéseinek eredménye.Ez a formátum áttörést jelentett a videózás történetében, mivel az amatőrök számára is elérhetővé vált a közel broadcast minőségű műsorrögzítés lehetősége. A DV szabvány szerint a digitális  adatfolyam (kép+PCM hang) rögzítése szalagra, kazettára kerül. A DV formátum másodpercenként 25 Mbit adatot jelent, ugyanakkor létezik egy jobb minőségű verziója, amely 50 Mbit másodpercenkénti kapacitással tárolja az anyagot. Fizikai megvalósítás szerint DV-ről, illetve Digital8-ról beszélhetünk. A Digital8 rendszer teljesen egyenértékű a DV rendszerrel, ez a Sony saját fejlesztése, 8 mm-es kazettára rögzíthetünk vele képet és hangot.
A tárolt felbontás PAL rendszerben 720×576, illetve NTSC esetén 720×480 pixel méretű. A valódi felbontás ezzel szemben mintegy 500 sort jelent. A DV videoformátum rendkívül könnyen szerkeszthető, mivel minden képkocka kulcskockaként, külön van tömörítve a videofolyamban. A kameráról számítógépre történő átjátszást az IEEE 1394/FireWire/iLink/DV csatlakozófelületen keresztül végezhetjük. A legelterjedtebb fajtái a DVCAM, a DVCPRO és a miniDV (annak is két fajtája, a DV és a HDV).